# Gisement de diatomite de Saint-Bauzile (Ardèche)
Le gisement de diatomite de la montagne d'Andance est situé sur la commune de Saint-Bauzile (Ardèche), en région Auvergne-Rhône-Alpes), en France.

## Localisation
Le gisement de la montagne d'Andance occupe une vaste surface sur un mont à l'est du village de Saint-Bauzile.

## Histoire
Le gisement d'Andance est exploité depuis 1960 en galeries puis rapidement en exploitation minière à ciel ouvert.
Il a d'abord été exploité par la CECA (Arkema) qui l'a cédé en 2016 à Chemviron France, filiale française de Calgon Carbon,,.

## Géologie
Le site comprend une couche de diatomite pure épaisse de 30 à 80 mètres (60 mètres en moyenne) constituée par les squelettes compactés de ces micro-algues (Bacillariophyta) qui se sont déposés sur le fond d'un lac durant le Miocène supérieur avant d'être recouverts par des coulées volcaniques de basalte il y a 6,4 millions d'années. L'érosion qui a suivi a isolé les couches géologiques formées par les sédiments du lac et sa couche basaltique du reste du plateau du Coiron formant la montagne d'Andance.

## Valorisation
La diatomite d'Andance alimente l'usine de transformation au village (60 employés) à environ 1 km de la carrière, produisant 50 000 tonnes de terre de diatomée par an réparties en ? références de produits.
Le groupe Chemviron exploite également pour partie l'autre site français d'extraction, à savoir le gisement de diatomite de Foufouilloux situé à Virargues dans le Cantal.
La diatomite est conditionnée après broyage, nettoyage, dessiccation... notamment sous les appellations de terre de diatomée, terre d'infusoires, célite ou encore kiéselgur.

## Utilisation
Les usages sont très diversifiés. La diatomite sert notamment pour réaliser agents filtrants (industrie alimentaire, chimie, pharmacie, métallurgie, traitement des eaux) car les micropores des frustules servent de tamis ultrafin (0,7 à 2 µm), comme additif pour certains ciments, pour constituer des charges minérales (agent matant et satinant dans les peintures, charges en papeterie, plaques filtrantes, anti-bloquant dans les films en polyéthylène, anti-mottant dans les aliments pour animaux, supports de catalyseurs, empreintes dentaires…), comme absorbants (élimination de microbes et contaminants dans les eaux) et d'autres applications spécifiques (utilisation pharmaceutiques et biomédicales...).
La terre de diatomée sert également de pesticide naturel et non toxique, notamment en agriculture biologique : les particules de silice provoquent des lésions du tube digestif des insectes, en particulier les blattes, et des lésions superficielles de la carapace qui entraînent leur mort par déshydratation. Cette méthode est aussi efficace pour l'éradication des punaises de lit.

## Paléontologie
L'exploitation de la carrière de la montagne d'Andance a permis de découvrir de nombreux fossiles (Problongos baudiliensis...) datant de 8 millions d’années dont certains sont préservés et présentés au public au Muséum de l'Ardèche à Balazuc.